# Puszcza Solska (gmina)
Puszcza Solska (do 1874 Bi(e)łgoraj) – dawna gmina wiejska istniejąca do 28 września 1954 roku w woj. lubelskim. Gmina obejmowała północno-wschodni obszar dzisiejszej gminy Biłgoraj. Przed wojną siedzibą gminy była Puszcza Solska (obecnie dzielnica Biłgoraja), a po wojnie Biłgoraj.
Gmina Puszcza Solska, początkowo pod nazwą „gmina Biłgoraj”, została utworzona w 1874 roku w powiecie biłgorajskim guberni lubelskiej.
W 1919 roku weszła w skład w woj. lubelskiego. Do 1939 roku była jednostką samorządu terytorialnego, pełniącą również funkcje administracyjne zlecone przez państwo.
Według stanu na 30 września 1921 gmina Puszcza Solska obejmowała miejscowości: Aleksandrowska Słoboda, Bojary, Cyncynopol, Dąbrowica, Dyle, Edwardów, Gromada, Ignatówka, Kajetanówka, Majdan Gromadzki, Nadrzecze, Puszcza Solska, Rapy Bojarskie, Rapy Dylańskie, Różnówka, Stępniówka, Teodorów, Wola, Zagrody Dąbrowickie i Zagumnie. Gmina liczyła 4629 mieszkańców.
1 kwietnia 1927 włączono do gminy Puszcza Solska wsie Brodziaki, Korczów, Okrągłe i Smólsko z gminy Sól, zaś wieś Bojary oraz wieś i folwark Różnówka z gminy Puszcza Solska włączono do miasta Biłgoraja.
W 1928 roku wójtem gminy był Józef Myszak, odznaczony Brązowym Krzyżem Zasługi za „zasługi w pracy społecznej i samorządowej”.
Podczas okupacji gmina należała do dystryktu lubelskiego Generalnego Gubernatorstwa. Po wyzwoleniu powołano do życia Radę Narodową w Puszczy Solskiej na mocy statutu z 1 stycznia 1944.
Według stanu na 1 lipca 1952 gmina Puszcza Solska składała się z 11 gromad: Brodziaki, Dąbrowica, Dyle, Gromada, Kajetanówka, Korczów, Majdan Gromadzki, Puszcza Solska, Rapy Dylańskie, Smólsko i Wola.
1 stycznia 1953 do gminy Puszcza Solska włączono gromady Andrzejówka, Bukowa i Korytków Duży z gminy Kocudza.
Gmina Puszcza Solska została zniesiona 29 września 1954 wraz z reformą wprowadzającą gromady w miejsce gmin. Na obszarze dawnej gminy Puszcza Solska utworzono gromady Bukowa, Dąbrowica, Korytków Duży i Majdan Gromadzki. W ramach tej reformy 1 stycznia 1955 do powiatu biłgorajskiego przyłączono między innymi gromadę Hedwiżyn oraz wsie Wolaniny i Ratwica z gromady Bukownica dawnej gminy Tereszpol powiatu zamojskiego. 1 lipca 1960 z gromad Dąbrowica, Korytków Duży, Majdan Gromadzki i Podlesie utworzono nową gromadę Biłgoraj. Przed 1 lipca 1965 zniesiono gromady Bukowa i Hedwiżyn, których obszary przyłączono do gromady Biłgoraj. 1 lipca 1971 obszar dawnej gminy Puszcza Solska obejmowała już tylko gromada Biłgoraj.
W kolejnej reformie administracyjnej 1 stycznia 1973 gmina Puszcza Solska nie została odtworzona. Większość jej obszaru należy dziś do gminy Biłgoraj i miasta Biłgoraj.